# 佛羅倫薩島
66°38′S 140°5′E / 66.633°S 140.083°E
佛羅倫薩島（Florence Island），是南極洲的島嶼，位於阿黛利地，處於德比島以南0.7公里，在1951年由法國探險隊繪入地圖和命名，以意大利的佛羅倫薩命名，現時由南極條約體系管理。